# Scutellarine
La scutellarine est un composé de la famille des flavones, naturellement présent dans les plantes de la famille des Scutellaria (d'où son nom provient), mais aussi dans celles des Erigeron et dans les Jacarandas. C'est en fait plus précisément un hétéroside de flavone, le 7-O-glucuronide de la scutellaréine.
Comme la plupart des flavones et hétérosides de flavones, la scutellarine se présente sous la forme de cristaux jaunes en forme d'aiguilles. Elle a un goût amer, et se dissout dans l'éthanol et l'éther.

## Utilisation
La scutellarine, comme la valériane, est un sédatif naturel.
Certaines études in vitro ont montré que la scutellarine (comme la scutellaréine) semblait provoquer l'apoptose de cellules cancéreuses, en particulier sur les cellules cancéreuses mammaires et ovariennes.